# Kaltenbach
Pour les articles homonymes, voir Kaltenbach (homonymie).
Kaltenbach est une commune autrichienne du district de Schwaz dans le Tyrol.